# Örökifjú & társa
Az Örökifjú & társa egy 1993-ban bemutatott amerikai-német filmdráma, Donald Sutherland és Brendan Fraser főszereplésével.

## Történet
A film főhőse Jonathan Younger (Southerland), aki egy kis raktárépület tulajdonosa, és playboyként éli az életét, miközben felesége vezeti az üzletet. Egy nap az asszony rajtakapja férjét egy másik nővel és belehal. Younger ezután gyakran látni véli feleségét, aki minden alkalommal egyre fiatalabb és egyre szebb.

## Szereplők
| Karakter         | Színész           | Magyar hang    |
| ---------------- | ----------------- | -------------- |
| Jonathan Younger | Donald Sutherland | Helyey László  |
| Penny            | Lolita Davidovich | Jani Ildikó    |
| Winston Younger  | Brendan Fraser    | Czvetkó Sándor |
| CikkCakk Lilian  | Sally Kellerman   | Zsolnai Júlia  |
| Melodie          | Julie Delpy       | Balázs Ági     |
| Frances          | Linda Hunt        | Kassai Ilona   |
| Roger            | Pit Krüger        | Szűcs Sándor   |
| Norma            | Kim Little        | Hámori Eszter  |